# Monts-sur-Orne
Monts-sur-Orne es una comuna nueva francesa situada en el departamento de Orne, de la región de Normandía.

## Historia
Fue creada el 1 de enero de 2018, en aplicación de una resolución del prefecto de Orne de 18 de diciembre de 2017 con la unión de las comunas de Goulet, Montgaroult y Sentilly, pasando a estar el ayuntamiento en la antigua comuna de Goulet.

## Demografía
| Gráfica de evolución demográfica de Monts-sur-Orne entre 1800 y 2015 |
|                                                                      |

Los datos entre 1800 y 2015 son el resultado de sumar los parciales de las tres comunas que forman la nueva comuna de Monts-sur-Orne, cuyos datos se han cogido de 1800 a 1999, para las comunas de Goulet, Montgaroult y Sentilly de la página francesa EHESS/Cassini. Los demás datos se han cogido de la página del INSEE.

## Composición
| Comuna delegada | Código INSEE | Población (2015) | Superficie (km²) | Densidad (hab./km²) |
| --------------- | ------------ | ---------------- | ---------------- | ------------------- |
| Goulet          | 61194        | 415              | 9.30             | 45                  |
| Montgaroult     | 61285        | 403              | 13.87            | 29                  |
| Sentilly        | 61468        | 125              | 7.73             | 16                  |